# Alamu Bukola Olalekan
Alamu Bukola Olalekan (Ibadan, 18 december 1986) is een Nigeriaans voetballer die als aanvaller speelt.
Hij begon in het seizoen 2006/07 bij het reserveteam van Shooting Stars FC. Na een onsuccesvolle proefperiode in Maleisië bij Kedah FA, ging hij voor de Nigeriaanse amateurclub Sumal FC spelen. In 2008 kreeg hij na een stage een contract bij Mohammedan Sporting Club in Bangladesh waarmee hij dat jaar de beker won. In 2010 ging hij voor Muktijoddha Sangsad KC spelen. In 2011 ging Olalekan naar Sheikh Russel KC waarmee hij in het seizoen 2012/13 landskampioen van Bangladesh werd.  In 2015 speelde hij op de Maldiven voor New Radiant SC. In het seizoen 2017/18 keerde Olalekan terug in Bangladesh en ging voor Arambagh Krira Sangha spelen.